# 無原罪の御宿り (ゴヤ)
『無原罪の御宿り』（むげんざいのおんやどり、西: La Inmaculada Concepción, 英: The Immaculate Conception）は、スペインのロマン主義の巨匠フランシスコ・デ・ゴヤが1783年から1784年に制作した宗教画である。油彩。聖母マリアが原罪の穢れを一切受けずに生まれてきたというキリスト教の教義である無原罪の御宿りを主題としている。サラマンカに現在もあるカラトラバ騎士修道会学校付属の礼拝堂の主祭壇画の準備習作として制作された。記録として残されているゴヤの唯一の無原罪の御宿りの作例として知られるが、本作品に基づいて制作された主祭壇画は現存していない。現在はマドリードのプラド美術館に所蔵されている。

## 制作経緯
1783年、ゴヤはガスパール・メルチョール・デ・ホベリャーノスの後援により、サラマンカのカラトラバ騎士修道会学校に付属する礼拝堂のために大作の発注を受けた。当時の学長フランシスコ・イバニェス・デ・コルベラは数十年前にスペイン・バロックを代表する建築家̺ホアキン・デ・チュリゲラによって構想された木彫をすべて撤去し、代わりに絵画を設置するため装飾のない石造祭壇の建設を計画していた。祭壇の設計は王立サン・フェルナンド美術アカデミーの建築部長ペドロ・アルナルに一任されたが、それは同アカデミーの事務局長アントニオ・ポンス（AntonioPonz）の反バロック的な感情に直接の影響を受けていた。発注されたのは無原罪の御宿りのほか、カラトラバ騎士団の創設者であるフィテロの聖ライモンド、クレルヴォーの聖ベルナルドゥス、聖ベネディクトゥスの4作品であった。

## 作品

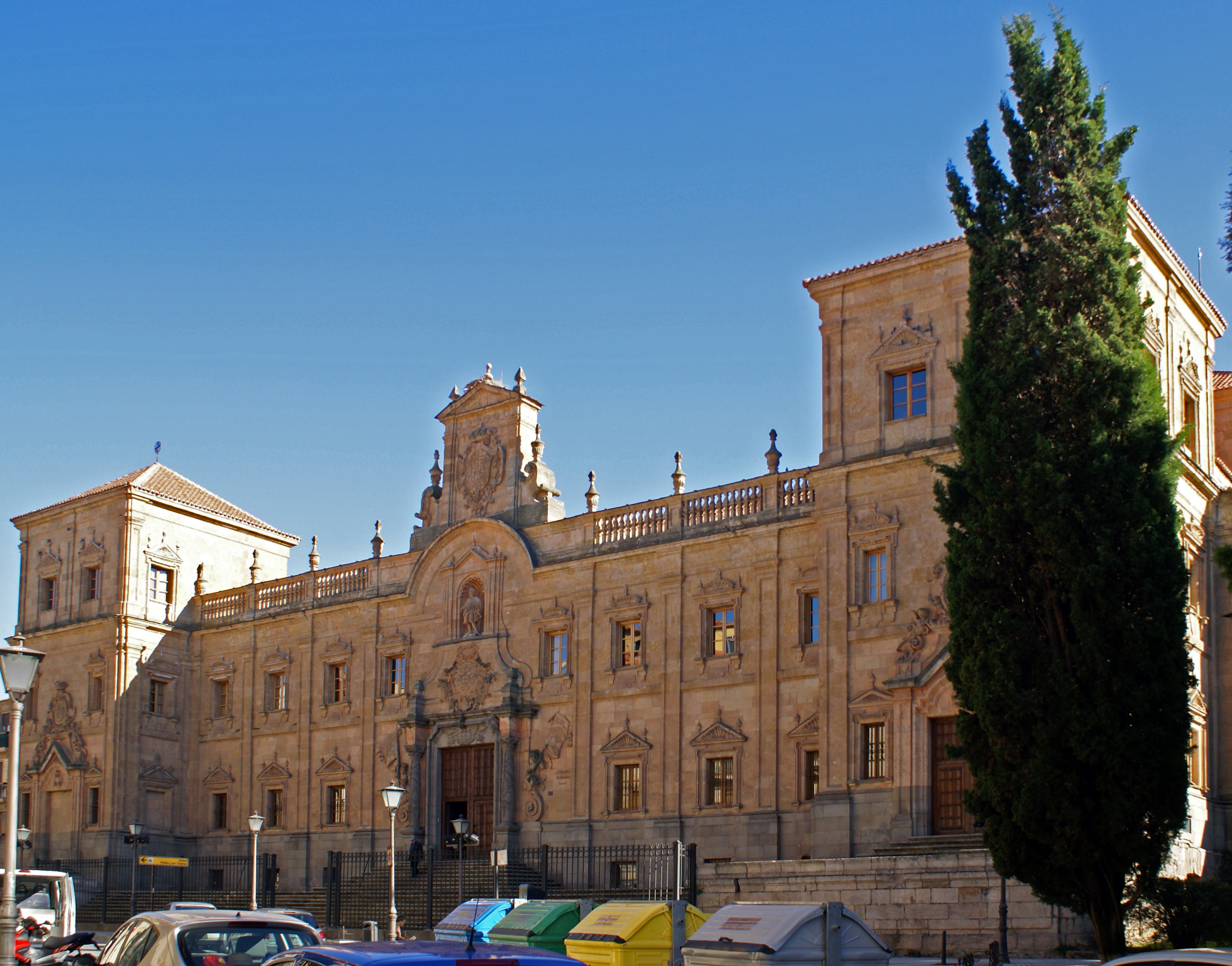
サラマンカのカラトラバ騎士修道会学校。2011年撮影。

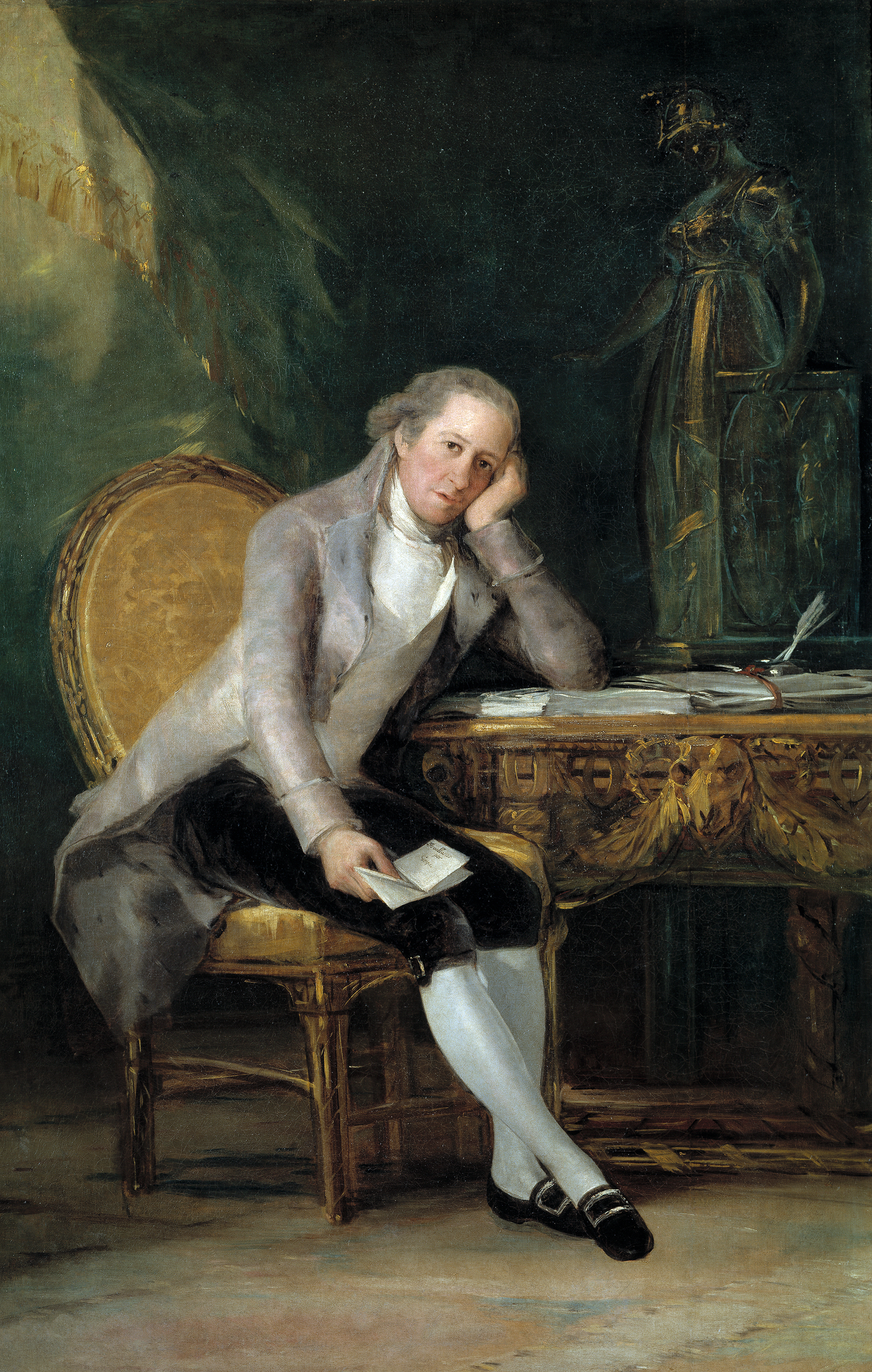
ゴヤによる『ガスパール・メルチョール・デ・ホベリャーノスの肖像』。1798年。プラド美術館所蔵。

ゴヤは聖母マリアが水陸で表された地球と月の上に立つ姿を描いている。愛らしい聖母マリアは白い衣装と青いマントをまとい、瞳を閉じ、穏やかな表情で手を合わせている。彼女の足の下には踏みつけられた1匹の蛇が林檎の果実をくわえながら横たわっている。聖母の頭上には腕を伸ばして彼女を守る父なる神の姿があり、聖母は父なる神が司る栄光に包まれている。聖母の周囲にはケルビムたちが舞い、足元は幼い姿の天使たちに囲まれている。天使のある者は聖母を見上げ、ある者は聖母の純潔を象徴する白い百合の花を持っている。
ゴヤはスペイン・バロックに典型的な主題を新古典主義の新しい原則に基づいて描いている。ゴヤは祭壇画の設置場所と発注者たちの厳格な美意識を考慮し、一見すると簡素のようではあるが、素晴らしく明晰な図像を生み出している。聖母の処女性およびキリストと並ぶ人類の贖罪者としての役割を強調するため、他のどんな要素よりも聖母マリアの姿に重きを置いている。画面を構成するのは直線と曲線の均衡による調和であり、画面中央のすらりとした聖母の立ち姿と自然に垂れ下がるチュニックの衣文の縦線で垂直軸を強調する一方、画面上部に配置された父なる神によって奥行きを生み出している。聖母の姿は天使や父なる神といった周辺要素のみに抑えられたバロック的要素とは対照的である。聖母の衣文はバロック的な身体の周りを舞うような人為的描写が排除され、その縦線の衣文は彫刻的ともいえる堅牢さを獲得し、古典主義的な記念碑性が強調されている。それでいて抑制と静けさが漂う聖母の表情は理想化された美しさというよりはむしろ愛らしい美しさに満ちている。
ゴヤはバルトロメ・エステバン・ムリーリョと同様にアトリビュートを聖母の純潔を象徴する白い百合に限定している。聖母に踏まれた蛇は悪魔に打ち勝つという聖母の役割を明確に示すため、おそらく学校関係者の要望で描かれた。この点で、本作品は「無原罪の御宿り」の図像と「黙示録の女」の図像とが融合されていると言えるが、ゴヤは蛇の存在をほとんど重視していない。聖母が神の介在によって受胎したという概念は父なる神によって強調されている。
画家の驚くべき技法は父なる神の描写に顕著である。ゴヤはわずかなタッチで描くことで父なる神の存在を示唆している。画面全体にあふれる光はバラ色がかったベージュの地塗りの上に薄く描かれ、コッラード・ジアキントを彷彿とさせるような水彩画のごとき効果をあげている。
1784年10月10日、ゴヤは発注された作品の完成をホベリャーノスに知らせた覚書の中で、『無原罪の御宿り』について「天使たちの玉座に就くいとも汚れなき聖母の受胎の神秘と、永遠なる父とともにある栄光を表した、高さ13ピエで幅はその半分（364センチ×182センチ）」と言及している。この記述が本作品の内容と一致しているため、サラマンカの『無原罪の御宿り』の準備習作と考えられるようになった。

## 来歴
主祭壇画『無原罪の御宿り』は1784年に完成し、礼拝堂に届けられると主祭壇の中心を占める位置に設置された。しかし、その後に勃発した半島戦争中に他の3点の作品とともに破壊された。
ゴヤは後援に感謝して1800年8月以前に本作品をホベリャーノスに贈り、ホベリャーノスはそれをヒホンの邸宅に展示した。ホベリャーノスが1811年に死去したのち、甥のバルタサール・シエンフエゴス（Baltasar Cienfuegos）に相続され、1827年まで所有された。その後、1833年以前に王立アストゥリアス研究所所長のアロンソ・フェルナンデス・バリン（Alonso Fernández Vallín）が所有するところとなった。おそらくバルタサール・シエンフエゴスの相続人から贈られたのだと思われる。絵画はさらにその息子アシクロ・メルチョール・フェルナンデス・バリン・イ・バスティーリョに相続されたのち、エウラリア・ガルシア・リベロ（Eulalia García Rivero）の手に渡った。額縁の銘文では、ホベリャーノス、アシクロ・フェルナンデス、エウラリア・ガルシア・リベロの名前のみ挙げられている。その後、彼女は1891年11月にプラド美術館に売却し、摂政のマリア・クリスティーナ王太后は3,000ペセタで絵画の購入を許可した。絵画は王立サン・フェルナンド美術アカデミーの報告書でゴヤに帰属されていたにもかかわらず、長い間美術館の保管庫で忘れ去られていたが、1977年に当時の館長ザビエル・デ・サラスはホベリャーノスが所有した作品との類似に気づいた。サラスはゴヤの帰属を擁護し、美術館で展示した。